# Hamane Niang
Hamane Niang (Kayes, 6 giugno 1952) è un politico e dirigente sportivo maliano.
Nel 2019 è stato eletto presidente della Federazione Internazionale Pallacanestro, dopo esserne stato vicepresidente dal 2014. 

## Biografia
Già Ministro dello Sport, dei Giovani e della Cultura in Mali fra il 2007 e il 2011, è stato alla guida della FIBA Africa dal 2014 al 2019, anno della sua elezione all'unanimità come Presidente FIBA.
Cresciuto a Bamako, ha proseguito gli studi universitari a Dakar in Senegal, laureandosi in management finanziario e conseguendo anche un Master in economia.
Dal 1999 al 2007 ha guidato la Federazione cestistica del Mali.

### Sospensione
Nel giugno 2021, un'inchiesta del New York Times e di Human Rights Watch ha rivelato uno scandalo legato a molestie sessuali all'interno della Federazione cestistica del Mali, durante la presidenza Niang. L'inchiesta ha affermato che Niang "sarebbe stato presumibilmente a conoscenza - o comunque avrebbe dovuto esserlo - degli abusi" (per i quali sono stati sospesi due allenatori e un funzionario), pur riconoscendo la presunzione di innocenza. Per tale ragione lo stesso Niang ha scelto di autosospendersi dal ruolo di Presidente FIBA fino alla conclusione delle indagini.
Nel settembre 2021, Niang è ritornato a pieno titolo alla guida della FIBA, dopo che una inchiesta indipendente ha accertato che non esiste "alcuna prova secondo cui il Presidente della FIBA Hamane Niang era a conoscenza - o avrebbe dovuto esserlo - degli abusi sessuali nella Federazione di pallacanestro del Mali".
Il ruolo di Presidente, durante la sospensione di Niang, è stato ricoperto dal vicepresidente facente funzioni Sheikh Saud Ali Al Thani.